# Sergueï Solomko
Sergueï Sergueïevitch Solomko (en russe : Сергей Сергеевич Соломко) dit « Serge de Solomko », né le 10 août 1867 (22 août dans le calendrier grégorien) à Saint-Pétersbourg et mort le 2 février 1928 à Sainte-Geneviève-des-Bois en France, est un illustrateur, graphiste et aquarelliste russe qui vécut en partie en France.

## Biographie
Il naît le 10 août 1867 (22 août dans le calendrier grégorien) et il est baptisé le 12 septembre 1867 (24 septembre dans le calendrier grégorien) à la cathédrale Saint-Isaac. Il descend d'une famille de la noblesse héréditaire du gouvernement de Tchernigov; son père, le colonel Sergueï Afanassievitch Solomko (1835-1897), est en service auprès de la famille grand-ducale de Constantin de Russie au palais de Strelna, près de Saint-Pétersbourg. C'est donc dans ce lieu que le futur artiste passe ses premières années. De 1883 à 1887, il étudie à Moscou à l'école de peinture, de sculpture et d'architecture, puis il passe une année en auditeur libre à l'académie impériale des beaux-arts.
C'est à la fin des années 1880 qu'il entame sa collaboration en tant qu'illustrateur avec des journaux et revues d'art, comme Le Nord (Sever), dès 1888. En parallèle, il travaille aussi pour des journaux à grand tirage, comme Niva. Il dessine spécialement pour le fameux Monde de l'art et d'autres.

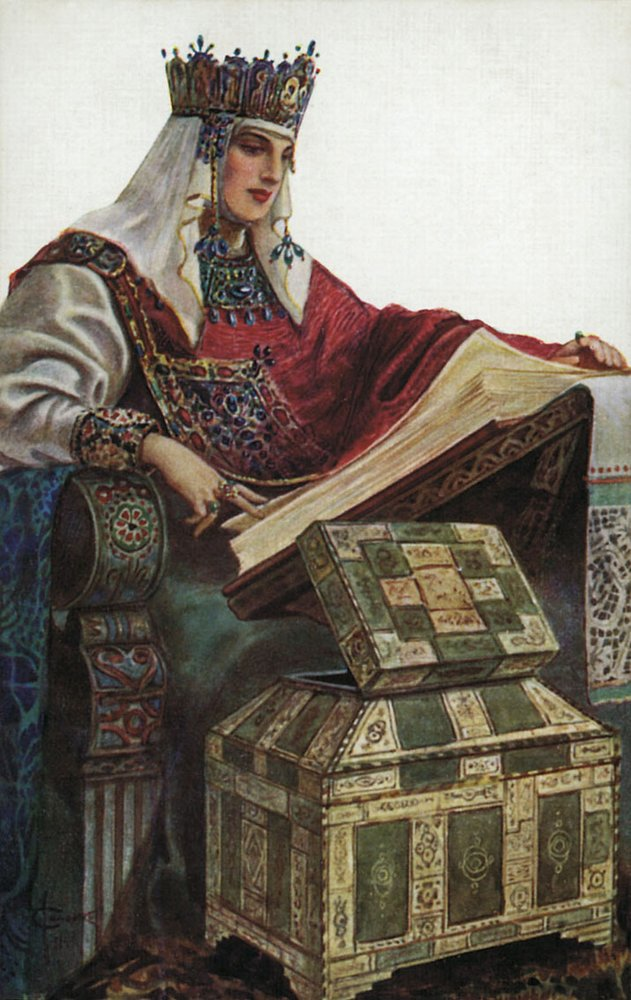
Carte postale reproduisant le personnage d'Apraxine Korolevichna.

La maison d'édition Souvorine lui commande d'illustrer des œuvres de Pouchkine, comme L'Hôte de pierre (1895), Le Noyé (1895), Le Conte du tsar Saltan (1896), La Fontaine de Bakhtchissaraï (1897)), également des œuvres de Tchekhov, comme Kachtanka (1892), ainsi que La Chanson du marchand Kalachnikov de Lermontov (1900) et Les Âmes mortes de Gogol (1901). De la maison d'édition Adolf Marks (de), il reçoit de nombreuses commandes avec d'autres artistes. Une source substantielle de revenus provient aussi pour l'artiste des dessins pour les programmes et les périodiques de théâtre dont il reçoit les demandes fréquentes; il réalise également des affiches. Ses dessins et aquarelles sont édités ensuite en cartes postales, notamment ceux à thèmes historiques russes que lui commande la maison Lapine.
Les années 1900 marquent le pic de la popularité de l'artiste. Il redouble d'activité, peint des aquarelles à thème historique et reçoit des maisons d'édition quantité de commandes graphiques; et en plus il se lance dans les dessins de costumes et de bijoux. Il dessine des modèles pour la fabrique impériale de porcelaine et collabore avec la maison Fabergé. En 1903, il réalise des esquisses de costumes pour le fameux bal costumé de la cour qui se tient au palais d'Hiver et dont les invités sont vêtus à la mode de la Russie ancienne. Il fait en 1906 la couverture du n°6 de la fameuse revue munichoise Jugend, représentant un couple galant de l'ancienne Russie.
Il s'installe définitivement à Paris en 1910, qui était à cette époque la capitale mondiale de l'art; mais il continue à participer à la vie artistique russe en remplissant ses commandes et envoyant des œuvres à des expositions. Ses aquarelles sont reproduites en cartes postales par la maison Richard et d'autres maisons d'édition et sont reproduites dans des journaux russes, comme par exemple dans l'hebdomadaire illustré Le Soleil de Russie. En pleine Première Guerre mondiale, il illustre des cartes postales patriotiques dont les plus connues sont une carte postale représentant Jeanne d'Arc lançant un ferme « va t'en » à un soldat allemand, et une autre représentant Guillaume II se traînant derrière le Christ qui se détourne de lui. En 1916, il travaille à un projet de la commission de conservation des trophées et mémoriaux de guerre pour la fondation d'un tout nouveau musée de la Grande Guerre, qui n'était pas encore terminée et que la Russie, sous la pression des bolchéviques, allait quitter, avant d'entrer dans des années de guerre civile. La commission lui demande donc, dans les mois précédant la révolution de 1917, de réaliser des portraits de membres du Corps expéditionnaire russe en France.
Solomko demeure en France et ne rentre pas dans son pays en proie aux exactions révolutionnaires. Il continue d'illustrer des livres, notamment des éditions Ferroud (sous le nom de Serge de Solomko), comme Les Trois rois, d'Émile Gebhart en 1919, Prière sur l'Acropole d'Ernest Renan en 1920, ou Aux flancs du vase d'Albert Samain, avec des illustrations galantes, en 1922. Il se lance également dans une carrière de dessinateur de costumes de théâtre, car il n'a plus de commandes venant de son pays. Il est connu alors pour dessiner les costumes des grandes ballerines russes émigrées en France, comme la Kschessinska ou la Pavlova. Il participe en 1921 à une exposition d'artistes exilés en France de l'ancienne académie impériale des beaux-arts de Russie qui se tient à Paris à la galerie Magellan. Il illustre en 1925 Balthasar d'Anatole France aux éditions Ferroud (sous le nom de Serge de Solomko); mais il tombe malade. Pauvre, malade et prématurément usé, il meurt à la maison de retraite des exilés russes de Sainte-Geneviève-des-Bois, près de Paris. Il est enterré au cimetière russe de Sainte-Geneviève-des-Bois. Déjà critiqué à son époque pour son aspect « décadent », Solomko était considéré sous l'ère soviétique comme représentant au pire la « vulgarité bourgeoise », au mieux le « réalisme galant »: son œuvre était en conséquence méprisée comme « altérant et gâchant le goût du peuple ».
Depuis les années 1990, son œuvre est redécouverte à cause de ses scènes pleines d'humour et sa recherche du détail dans les costumes de l'ancienne Russie.

## Illustrations

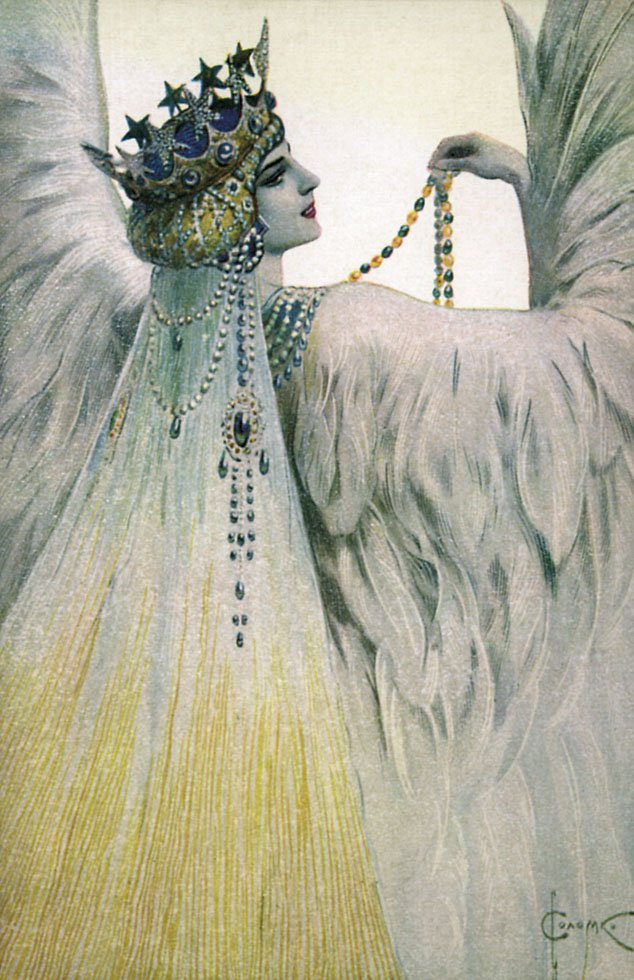
Le Cygne blanc.
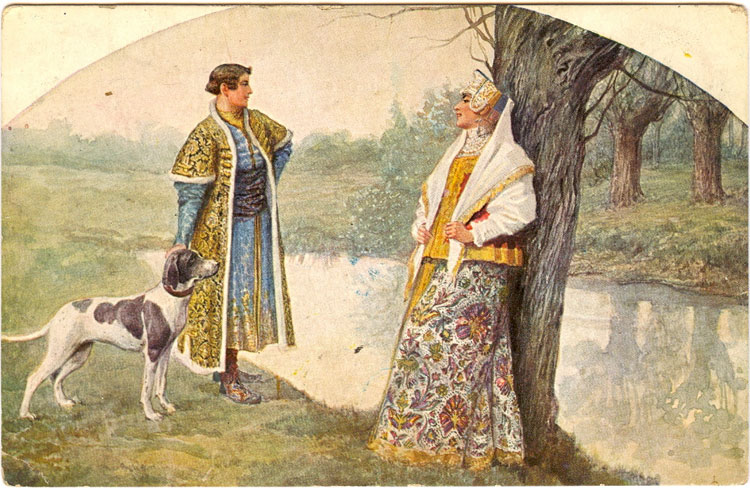
La Rencontre.
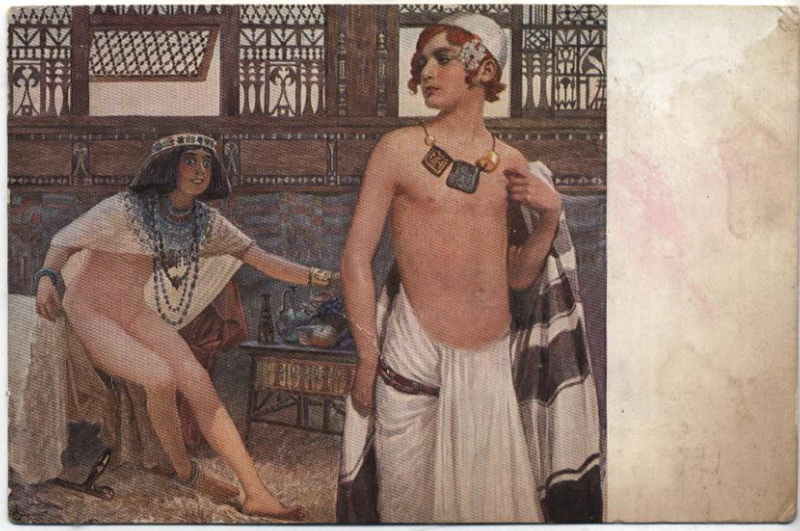
Joseph et la femme de Putiphar.
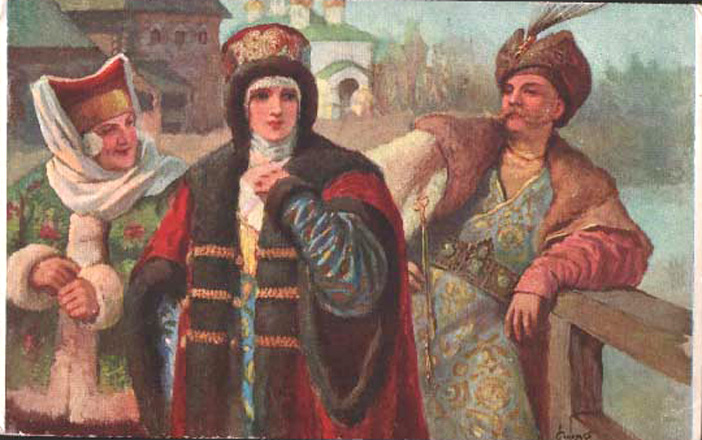
De futurs amis.
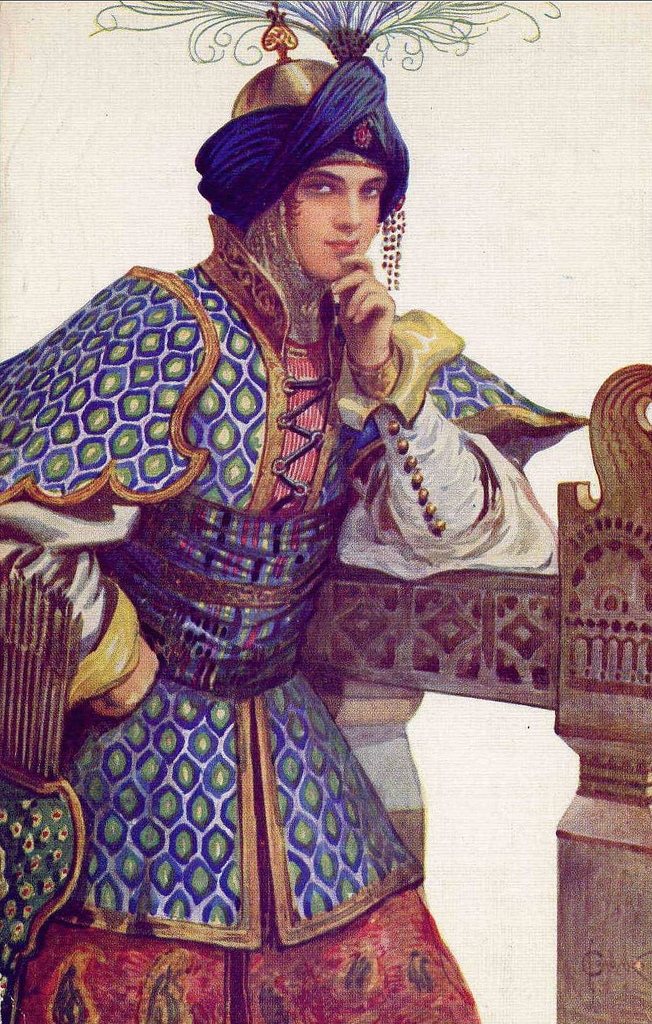
Vassilissa Mikoulitchna.
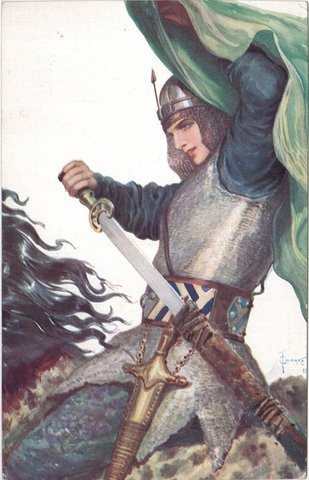
La Guerrière russe Nastassia Korolevitchna.
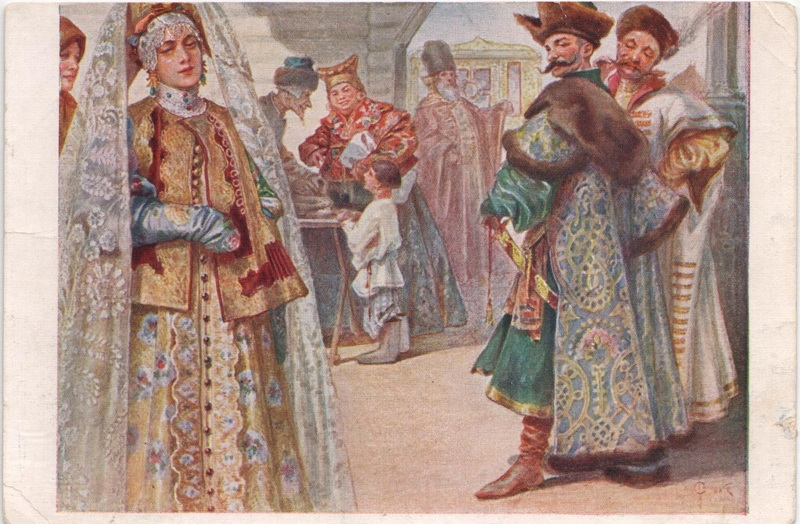
Scène de genre historique.
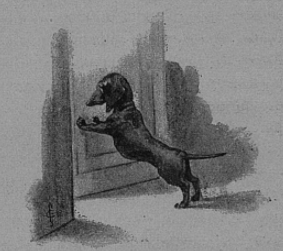
Illustration  de Kachtanka d'Anton Tchekhov (1892).